# Сафронова, Елена Валентиновна
Еле́на Валенти́новна Сафро́нова (род. 2 мая 1973, Ростов-на-Дону) — русский литературный критик, редактор, прозаик.

## Биография
Окончила Историко-архивный институт Российского государственного гуманитарного университета в Москве (1995).
Публиковалась в журналах «Октябрь», «Знамя», «Вестник Европы», «Урал», «День и ночь», «Дети Ра», «Литературная учёба», «Бельские просторы», «Родомысл», «Новый Ренессанс»; в сборнике «Русско-словацкое обозрение» (Словакия, 2014) и др.
Работает в жанре критической публицистики. Рецензирует книги известных современных авторов: О. Славниковой, М. Палей, Е. Попова, М. Веллера, А. Карасёва и др. Обозревает поэтическую составляющую журналов «Арион», «Воздух», ведёт рубрику «Поэзия: что нового?» журнала «Бельские просторы». Редактор рубрик прозы, критики, публицистики литературного журнала Союза писателей Москвы «Кольцо А».
Составитель (совместно с Валерией Пустовой) сборника статей молодых критиков «Целились и попали. Новые критики о новейшей литературе» / Сост. В. Пустовая, Е. Сафронова; Союз писателей Москвы. – М.: Воймега, 2016.
Елена Сафронова автор сборников стихов «Хочу любить» (1998) и «Баллада судьбы» (1999), повести «Жители ноосферы» (2007), соавтор романа «Шестнадцать карт».
Составитель и издатель посмертной книги стихов (единственной) поэта Владимира Доронина (1935—2002). Владимир Доронин. «Эпилоги». — Рязань, 2015.
Рассказ Елены Сафроновой «Вальпургиева ночь» вошёл в антологию «Русская фантастика 2013» (издательство «Эксмо», 2012).
Рассказ Елены Сафроновой «Крымешная ночь» опубликован в книге «Крымский сборник. Путешествие в память», вошедшей в список «50 книг 2014 года» по мнению редакции «НГ-EL».
Повесть «Все время вперёд» опубликована в журнале «Юность» в 2013 году.
Роман «Жители ноосферы» (М.: Время, 2014) вошёл в длинный список номинации «XXI век» литературной премии «Ясная Поляна» 2015 года , как сообщает Государственный мемориальный и природный заповедник "Музей-усадьба Л. Н. Толстого «Ясная Поляна».
Член ПЕН-клуб Русского ПЕН-центра, Союзов писателей Москвы, российских писателей, журналистов России.
Является членом творческой группы независимых критиков-субъективистов, в которую входят также Анна Жучкова, Валерия Пустовая, Сергей Баталов. Своим предметом исследования критики-субъетивисты определяют текст, а главной темой — человека, меняющего мир. При этом участники творческой группы «не претендуют на установление единственно верной трактовки произведения, допускают субъективность оценки и строят критический дискурс как многополярную динамическую конструкцию».
Сотрудничает с московскими изданиями, проживает в Рязани.

Почему одни произведения — графоманская чушь, а другие — подлинная литература? Вопрос открытый. Потому что в нынешнее время у каждого — даже никудышного! — писателя есть свои почитатели, и они охотно напишут про своих кумиров самые лестные отзывы. Таких критиков часто называют пиарщиками от литературы. Их — очень много. А настоящих критиков, настоящих экспертов литературно-художественного процесса мало. Среди таких уникальных индивидов — критик Елена Сафронова, постоянный автор толстых журналов «Знамя», «Дети Ра», «Октябрь», «Урал» и др.
— Евгений Степанов

## Избранные статьи
- Проездом через Рязань // Знамя. 2004. № 7;
- Критика под местным наркозом // Урал. 2006. № 2;
- «Людям этой профессии несколько ниже…» // Урал. 2006. № 9;
- Примеряем новые шинели // Литературная Россия. 09. 05. 2007;
- В контрах с культурой // Знамя. 2008. № 11;
- Диагноз: Поэт (в соавторстве с Сергеем Зубаревым) // Урал. 2009. № 10;
- Когда пришли за мной… // Литературная Россия. 11. 12. 2009;
- А что-то главное пропало… // Октябрь 2009. № 12;
- Юность не порок. О прозе молодых на примере конкурса «Согласование времён» // Бельские просторы. 2009. № 12;
- Высшая мера // Точка зрения. 01. 02. 2010;
- Братство «бессмертных» // Точка зрения. 05. 12. 10;
- Литературные Лаокооны. О морализаторстве и интеллигентском ханжестве // Общество. 25. 06. 2011;
- Не готовы к уроку // Октябрь. 2011. № 9;
- «Сампечат» разбушевался? // Урал. 2011. № 12;
- Эстетика контекста // Зинзивер. 2012. № 4(36);
- Вольная интерпретация // Октябрь. 2012. № 7.
- Я дуэлянт, гидальго… / Литературная Россия. № 25. 21.06.2013.
- Питерский верлибр // Бельские просторы. 2013. № 10 (179)
- «Пустая полка» исторического романа / «Литературная Россия». № 45-46. 14.11.2014.
- Критика в Тридевятом царстве // Дон. 2015. № 1-3.

## Премии
- Национальная литературная премия «Золотое перо Руси» в номинации «Проза» (2005);
- Астафьевская премия в номинации «Критика и другие жанры» (2006);
- Премия журнала «Урал» в номинации «Критика» (2006);
- Премия журнала «Кольцо А» в номинации «Критика. Обзор журнала» (2007);
- Дипломант VI Волошинского литературного конкурса в критической номинации «Статьи о современной русской литературе» (2008);
- Премия журнала «Зинзивер» за эссе «Портрет Веры Павловой» (2008);
- Премия журнала «Дети Ра» за книжные рецензии (2009).[8][21]
- Премия Союза писателей Москвы «Венец» (2013).[23]
- Премии «Антоновка 40+» в номинации «Критика» (2020)[24].

## Интервью
- Елена Сафронова. Этический аспект паракритики // Литературная Россия. — 2011. — Вып. 02-03.